# Vaucher manufacture Fleurier
Vaucher Manufacture est une manufacture suisse établie à Fleurier.
L'entreprise développe et produit principalement des mouvements pour des marques de montres de la haute horlogerie suisse.